# John Coyle
John Cohen Coyle (28 de setembro de 1932 - 14 de maio de 2016) foi um futebolista escocês que atuava como atacante.

## Carreira
John Coyle fez parte do elenco da Seleção Escocesa de Futebol na Copa do Mundo de 1958.